# اولوموتشانی
اولوموتشانی (به چکی: Olomučany) یک منطقهٔ مسکونی در جمهوری چک است که در ناحیه بلانسکو واقع شده‌است. اولوموتشانی ۱۵٫۱۳ کیلومتر مربع مساحت و ۹۲۰ نفر جمعیت دارد و ۳۵۸ متر بالاتر از سطح دریا واقع شده‌است.